# Christuskirche (Tiefenbach)

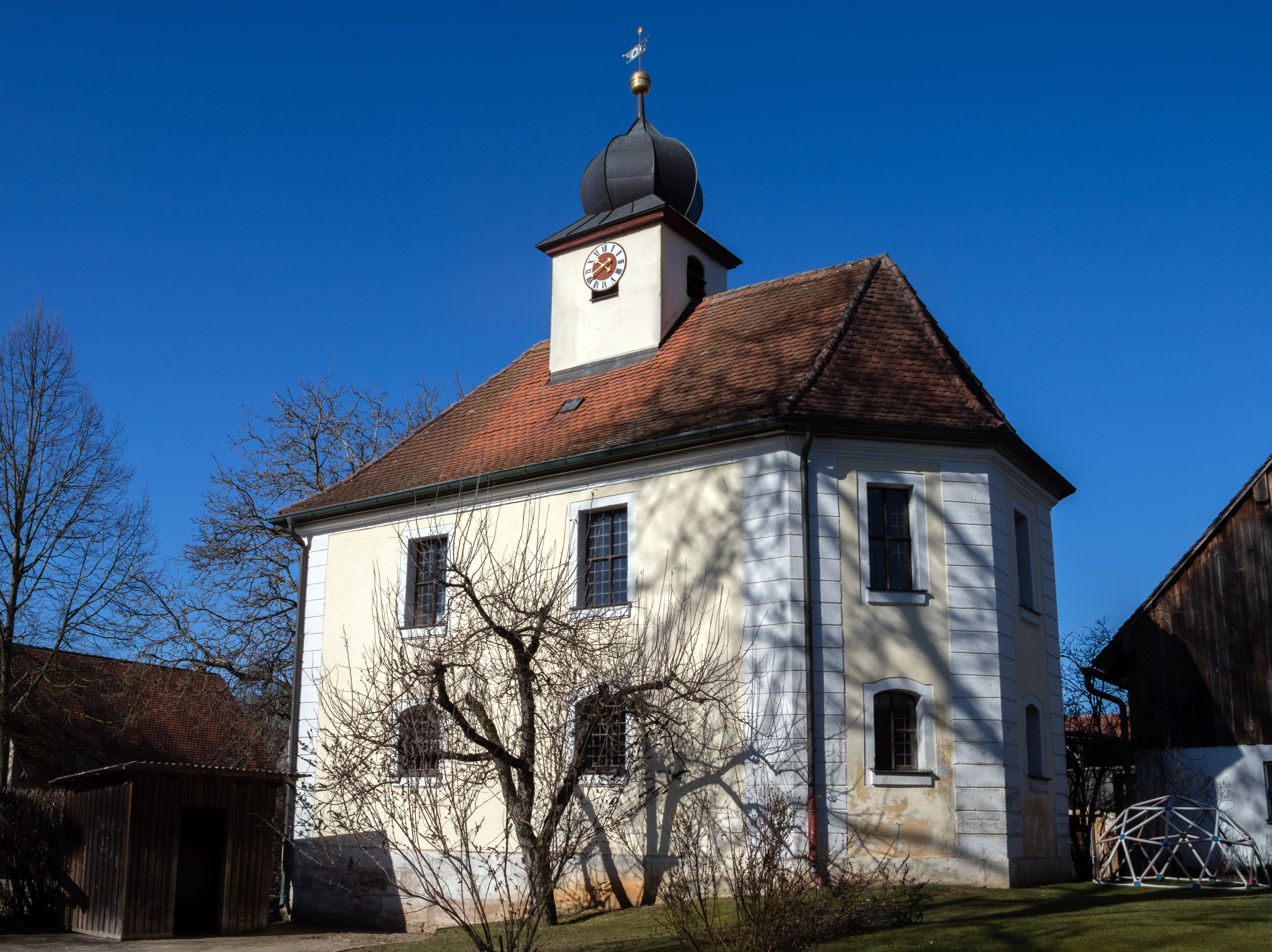
Christuskirche (Tiefenbach)

Die denkmalgeschützte, evangelisch-lutherische Christuskirche, ihren Namen erhielt sie erst 2004, steht in Tiefenbach, einem Gemeindeteil des Marktes Thalmässing im Landkreis Roth (Mittelfranken, Bayern). Die Filialkirche ist unter der Denkmalnummer D-5-76-148-105 als Baudenkmal in der Bayerischen Denkmalliste eingetragen. Die Kirche gehört zur Kirchengemeinde Alfershausen im Dekanat Weißenburg im Kirchenkreis Nürnberg der Evangelisch-Lutherischen Kirche in Bayern. Sie befindet sich im Eigentum der Marktgemeinde Thalmässing.

## Beschreibung
Die Saalkirche wurde 1753 erbaut. Ihr zweigeschossiges Langhaus hat im Nordosten einen dreiseitigen Schluss, der durch eine Wand vom Langhaus getrennt ist. Aus dem Walmdach des Langhauses erhebt sich ein quadratischer Dachreiter, der die Turmuhr und den Glockenstuhl beherbergt, und mit einer Zwiebelhaube bedeckt ist.